# Richard Glatzer
Richard Glatzer (Queens, 28 gennaio 1952 – Los Angeles, 10 marzo 2015) è stato un regista e sceneggiatore statunitense.

## Biografia
Laureatosi all'Università del Michigan prima e all'Università della Virginia poi, ha iniziato la sua carriera in campo cinematografico a metà degli anni '80, cominciando a lavorare per alcune serie televisive.
Nel 1995 conobbe Wash Westmoreland, e tra i due nacque un sodalizio artistico e sentimentale, culminato con il matrimonio nel settembre 2013; il primo film indipendente di Glatzer, Grief (1993), ebbe un discreto successo in vari festival a San Francisco e a Toronto. Tra i film del duo Glatzer-Westmoreland, si annoverano The Fluffer, Non è peccato - La Quinceañera e The Last of Robin Hood.
Il loro più grande successo è stato Still Alice con Julianne Moore, Alec Baldwin e Kristen Stewart, ispirato al romanzo Perdersi della neuroscienziata Lisa Genova. Presentato a Toronto e a Roma, il film è stato un successo ed è valso a Julianne Moore numerosi premi, tra cui l'Oscar alla miglior attrice. Poco prima dell'inizio dei lavori per Still Alice, nel 2011, fu diagnosticata a Glatzer la sclerosi laterale amiotrofica e le sue condizioni di salute sono degenerate in poco tempo. Ciò non impedì a Glatzer e a Westmoreland di continuare a lavorare. Nei primi mesi del 2015 Glatzer fu ricoverato in ospedale a causa dell'aggravarsi delle sue condizioni di salute. È infine morto il 10 marzo 2015 a causa delle complicazioni dovute alla sclerosi laterale amiotrofica.

## Filmografia

### Regista
- Grief (Grief), (1993)
- The Fluffer (The Fluffer), (2001, co-diretto con Wash Westmoreland)
- Non è peccato - La Quinceañera (Quinceañera), (2006, co-diretto con Wash Westmoreland)
- The Last of Robin Hood (The Last of Robin Hood), (2013, co-diretto con Wash Westmoreland)
- Still Alice (Still Alice), (2014, co-diretto con Wash Westmoreland)

### Sceneggiatore
- The Fluffer (The Fluffer) (2001)
- Non è peccato - La Quinceañera (Quinceañera) (2006)
- The Last of Robin Hood (The Last of Robin Hood) (2013)
- Still Alice (Still Alice) (2014)
- Colette (2018)

### Produttore
- Pedro (Pedro), (2008, diretto da Nick Oceano)